# Estivareilles (Loire)
Pour les articles homonymes, voir Estivareilles.
Estivareilles est une commune française située dans le département de la Loire en région Auvergne-Rhône-Alpes, et faisant partie de Loire Forez Agglomération. Le village se trouve à quelques kilomètres de Saint-Bonnet-le-Château.

## Géographie

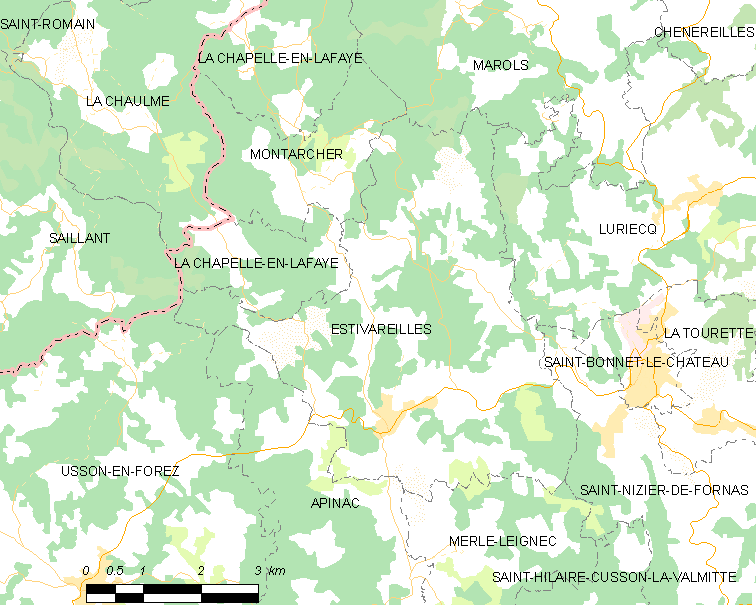
Localisation du village et des communes aux alentours

Estivareilles fait partie du Forez. Située à l'intersection de la D 44 et de la D 498, Estivareilles est entre les deux bourgs, Saint-Bonnet-le-Château et Usson-en-Forez.
| Montarcher                                 | Marols        | Luriecq                |
| Saillant Puy-de-Dôme La Chapelle-en-Lafaye | Estivareille  |                        |
| Apinac                                     | Merle-Leignec | Saint-Nizier-de-Fornas |

### Climat
Pour des articles plus généraux, voir Climat d'Auvergne-Rhône-Alpes et Climat de la Loire.
En 2010, le climat de la commune est de type climat des marges montargnardes, selon une étude du Centre national de la recherche scientifique s'appuyant sur une série de données couvrant la période 1971-2000. En 2020, Météo-France publie une typologie des climats de la France métropolitaine dans laquelle la commune est exposée à un climat de montagne ou de marges de montagne et est dans la région climatique Nord-est du Massif Central, caractérisée par une pluviométrie annuelle de 800 à 1 200 mm, bien répartie dans l’année.
Pour la période 1971-2000, la température annuelle moyenne est de 8,5 °C, avec une amplitude thermique annuelle de 16 °C. Le cumul annuel moyen de précipitations est de 861 mm, avec 9,1 jours de précipitations en janvier et 6,9 jours en juillet. Pour la période 1991-2020, la température moyenne annuelle observée sur la station météorologique de Météo-France la plus proche, « Saint-Bonnet-le-Chateau_sapc », sur la commune de Saint-Bonnet-le-Château à 4 km à vol d'oiseau, est de 10,1 °C et le cumul annuel moyen de précipitations est de 851,5 mm,. Pour l'avenir, les paramètres climatiques de la commune estimés pour 2050 selon différents scénarios d'émission de gaz à effet de serre sont consultables sur un site dédié publié par Météo-France en novembre 2022.

## Urbanisme

### Typologie
Au 1er janvier 2024, Estivareilles est catégorisée commune rurale à habitat dispersé, selon la nouvelle grille communale de densité à sept niveaux définie par l'Insee en 2022.
Elle est située hors unité urbaine et hors attraction des villes,.

### Occupation des sols
L'occupation des sols de la commune, telle qu'elle ressort de la base de données européenne d’occupation biophysique des sols Corine Land Cover (CLC), est marquée par l'importance des forêts et milieux semi-naturels (50,2 % en 2018), une proportion identique à celle de 1990 (50,2 %). La répartition détaillée en 2018 est la suivante : 
forêts (48,7 %), prairies (32,7 %), zones agricoles hétérogènes (15,6 %), zones urbanisées (1,6 %), milieux à végétation arbustive et/ou herbacée (1,5 %). L'évolution de l’occupation des sols de la commune et de ses infrastructures peut être observée sur les différentes représentations cartographiques du territoire : la carte de Cassini (XVIIIe siècle), la carte d'état-major (1820-1866) et les cartes ou photos aériennes de l'IGN pour la période actuelle (1950 à aujourd'hui).

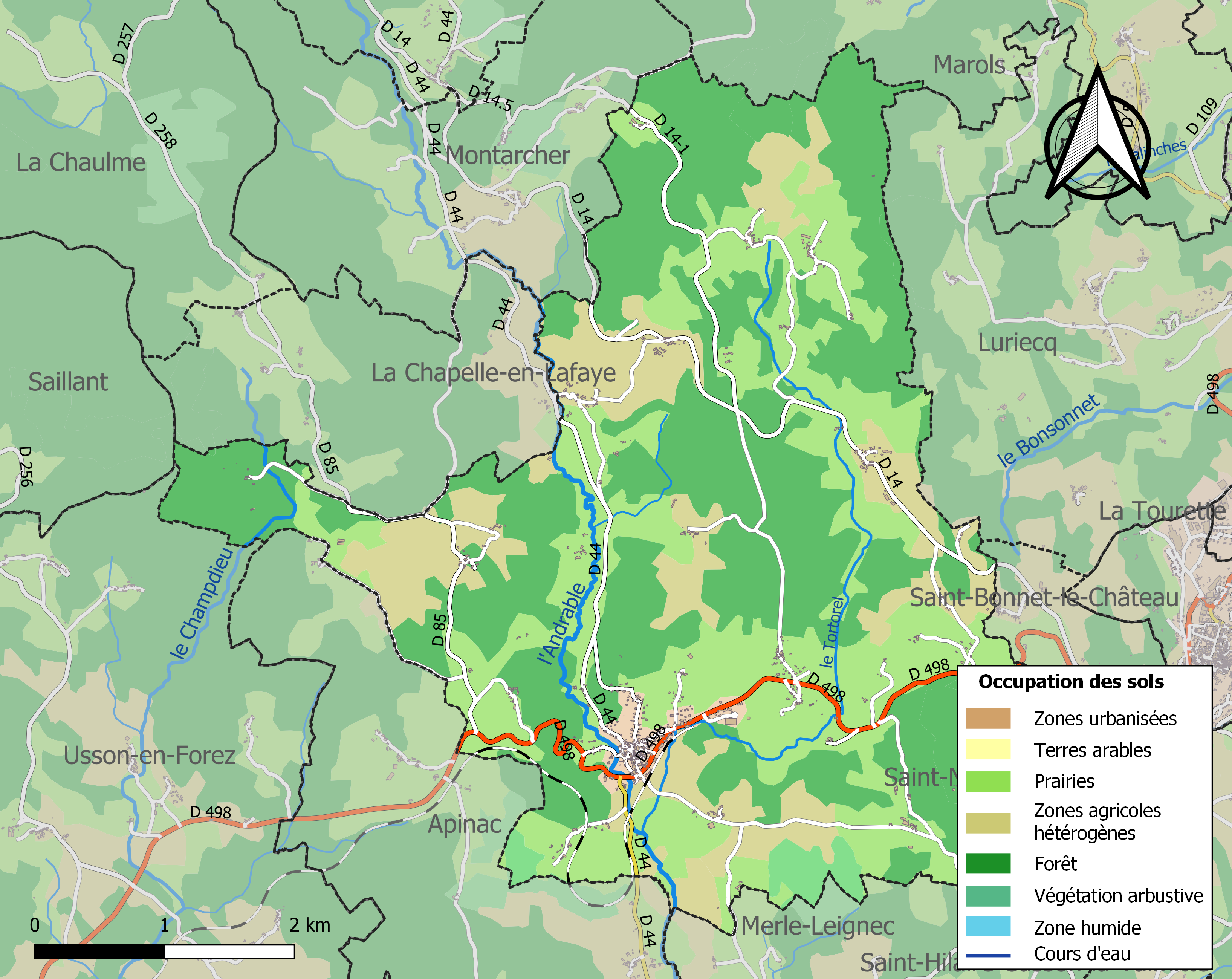
Carte des infrastructures et de l'occupation des sols de la commune en 2018 (CLC).

## Histoire
Le prieuré a été construit au XIIIe siècle.
En janvier 1362, pendant la guerre de Cent Ans, le prieuré est occupé par les troupes de Tard-Venus commandées par Petit Meschin.
Le village est le théâtre, en août 1944, d'une action victorieuse de la résistance : divers maquis foréziens et auvergnats bloquèrent l'avancée d'une colonne allemande qui se dirigeait du Puy-en-Velay vers Saint-Étienne. Elle finira par se rendre aux maquisards le 22 août de la même année.
Le village fait partie de l'aire d'influence de l'occitan et y est appelé Estivalelhas.

## Politique et administration
| Période                                  | Période       | Identité             | Étiquette | Qualité            |
| ---------------------------------------- | ------------- | -------------------- | --------- | ------------------ |
| Les données manquantes sont à compléter. |               |                      |           |                    |
| maire en 1965                            | ?             | Barthélemy Despréaux | Modéré    |                    |
| mars 2001                                | mai 2020      | Christian Barjon     | MNR       | Retraité, chasseur |
| mai 2020                                 | novembre 2021 | Colette Ferrand      |           |                    |
| novembre 2021                            | En cours      | Pierre Bathélémy     |           |                    |

Estivareilles faisait partie de la communauté de communes du Pays de Saint-Bonnet-le-Château de 1996 à 2016 puis a intégré Loire Forez Agglomération.

## Démographie
L'évolution du nombre d'habitants est connue à travers les recensements de la population effectués dans la commune depuis 1793. Pour les communes de moins de 10 000 habitants, une enquête de recensement portant sur toute la population est réalisée tous les cinq ans, les populations de référence des années intermédiaires étant quant à elles estimées par interpolation ou extrapolation. Pour la commune, le premier recensement exhaustif entrant dans le cadre du nouveau dispositif a été réalisé en 2007.

En 2022, la commune comptait 709 habitants, en évolution de +2,75 % par rapport à 2016 (Loire : +1,32 %, France hors Mayotte : +2,11 %).
| 1793  | 1800  | 1806  | 1821  | 1831  | 1836  | 1841  | 1846  | 1851  |
| ----- | ----- | ----- | ----- | ----- | ----- | ----- | ----- | ----- |
| 1 500 | 1 429 | 1 388 | 1 314 | 1 412 | 1 490 | 1 565 | 1 560 | 1 613 |

| 1856  | 1861  | 1866  | 1872  | 1876  | 1881  | 1886  | 1891  | 1896  |
| ----- | ----- | ----- | ----- | ----- | ----- | ----- | ----- | ----- |
| 1 462 | 1 508 | 1 558 | 1 516 | 1 546 | 1 438 | 1 447 | 1 284 | 1 414 |

| 1901  | 1906  | 1911  | 1921  | 1926  | 1931  | 1936 | 1946 | 1954 |
| ----- | ----- | ----- | ----- | ----- | ----- | ---- | ---- | ---- |
| 1 264 | 1 248 | 1 147 | 1 038 | 1 076 | 1 087 | 990  | 841  | 737  |

| 1962 | 1968 | 1975 | 1982 | 1990 | 1999 | 2006 | 2007 | 2012 |
| ---- | ---- | ---- | ---- | ---- | ---- | ---- | ---- | ---- |
| 692  | 681  | 616  | 541  | 558  | 520  | 629  | 644  | 696  |

| 2017 | 2022 | - | - | - | - | - | - | - |
| ---- | ---- | - | - | - | - | - | - | - |
| 686  | 709  | - | - | - | - | - | - | - |

## Économie
- Tourisme

Circuit de randonnée : GR3, circuit des Babets.
- Exploitation agricole

Miellerie, agriculture
- Industries

Quelques usines se trouvent à l'entrée de la ville côté Saint-Bonnet-le-Château, elles sont développées par un financement du département Loire.

## Culture locale et patrimoine

### Lieux et monuments
- Musée d'histoire du XXe siècle[20], qui s'intéresse à la résistance et la déportation, est fréquenté par environ 4000 visiteurs annuels[21]. Il est labellisé « musée de France ». Il a été créé par les Résistants de l'Armée Secrète de la Loire en 1984[22].
- Château de la Marandière[23] Le château a dû être construit vers 1468 contre un ancien donjon du XIVe siècle. Il a été incendié par les troupes du baron des Adrets vers 1562. Il a été modifié au XVIe siècle par Guillaume de Rochebaron et de sa femme Yolande de Lamps. D'autres modifications ont été faites aux XVIIIe et XIXe siècles.
- Une miellerie est à visiter.
- Chemin de fer du Haut Forez.
- L'église paroissiale Saint-Pierre-aux-Liens Jugée trop petite, l'église a été reconstruite en deux tranches.
La première comprenait le chœur et quatre travées de la nef est construite entre 1869 et 1871 par Lévèque, entrepreneur et maître de carrière à Chamaret, sur les plans de Favrot, architecte à Saint-Étienne.
La seconde comprenant la première travée et le clocher est réalisée par l'entrepreneur Théodore Prina entre 1897 et 1899, sur les plans de l'architecte C. F. Meley, architecte à Saint-Julien-en-Jarez. Elle est inscrite à l'Inventaire général du patrimoine culturel[24].
L'église était initialement celle d'un prieuré mentionné en 1153 comme étant la possession de l'abbaye Saint-Martin d'Ainay de Lyon. L'église avait été bâtie peu après cet acte. On peut voir un dessin de cette église sur l'armorial de Guillaume Revel de 1450.
- Les vestiges des fortifications du village[25] Elles sont mentionnées dans l'acte de 1295 passé entre le prieur Falcon Verd et le coseigneur laïc Briand de Rochebaron. Elles sont partiellement détruites au cours d'un incendie en 1362 et probablement réparées peu après. On peut les voir représentées sur l'armorial de Guillaume Revel. Ces fortifications sont modifiées au cours du temps, mais elles sont encore mentionnées avec deux portes sur les quatre initiales en 1762 par le curé de la paroisse. Un incendie en 1787 a détruit la plupart des maisons du village et a dû endommager les fortifications. Sur le plan cadastral de 1824 les portes ont disparu et il ne reste plus que deux tours.

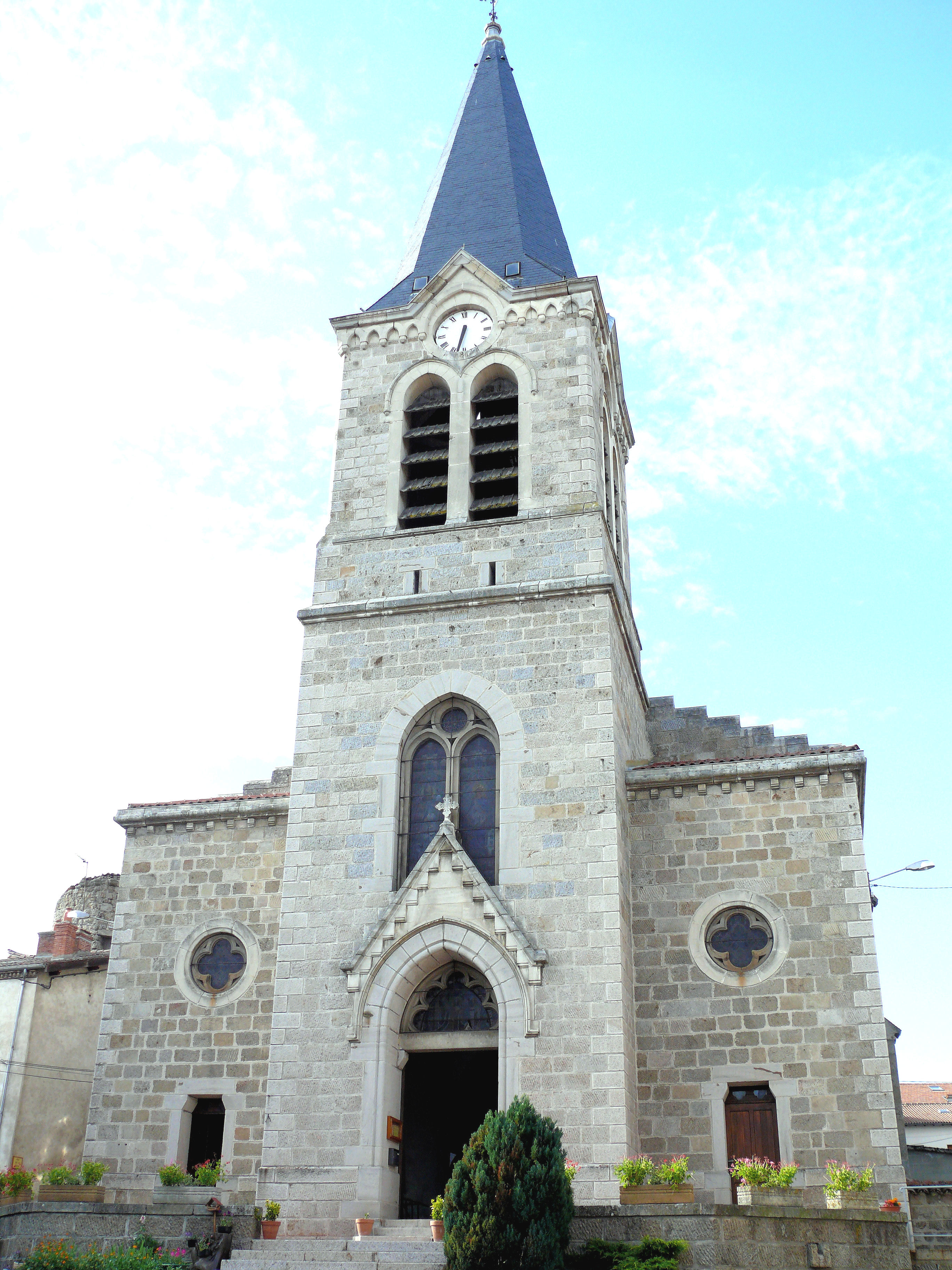
Église Saint-Pierre-aux-Liens.
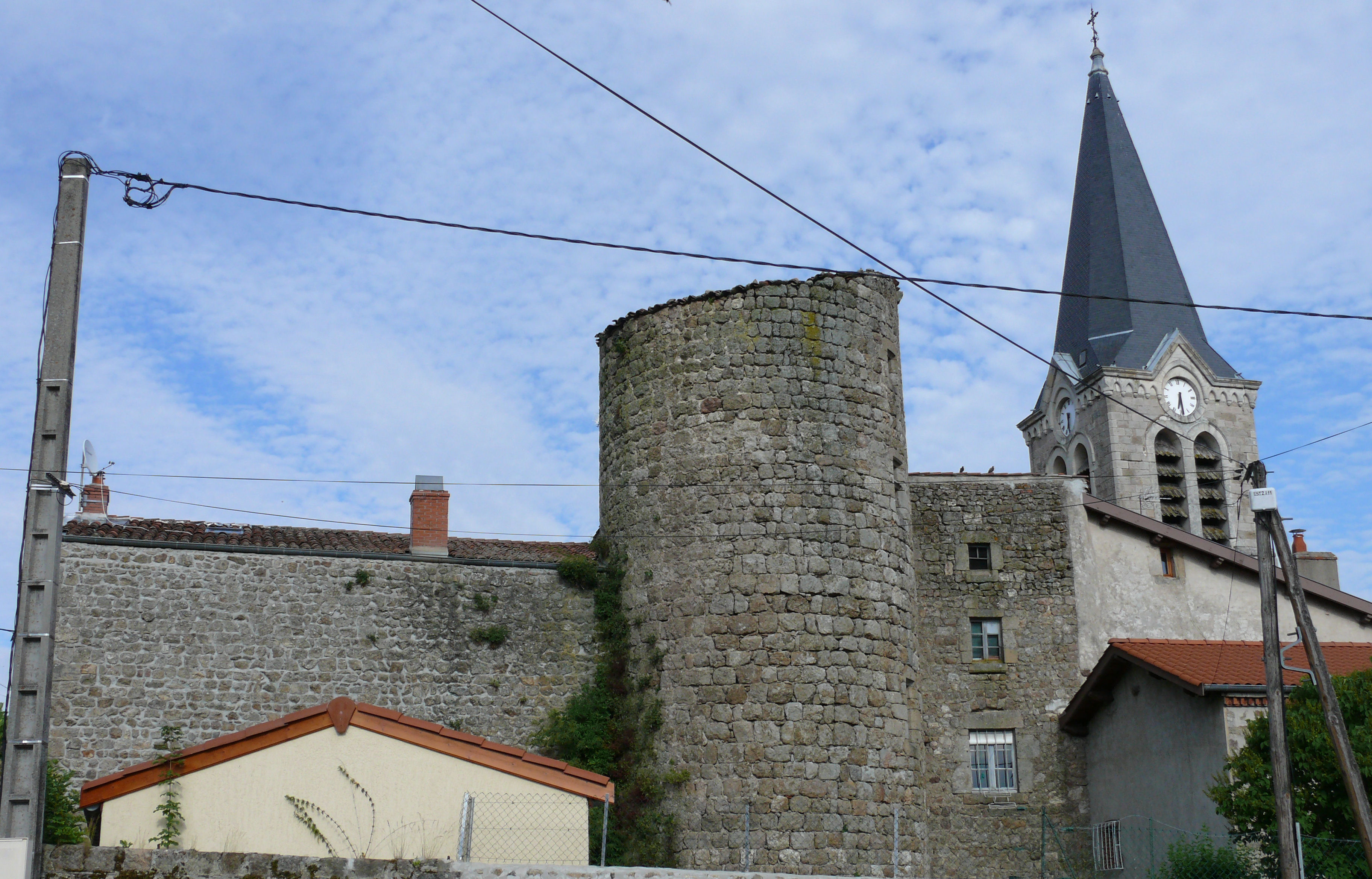
Vestige des fortifications.
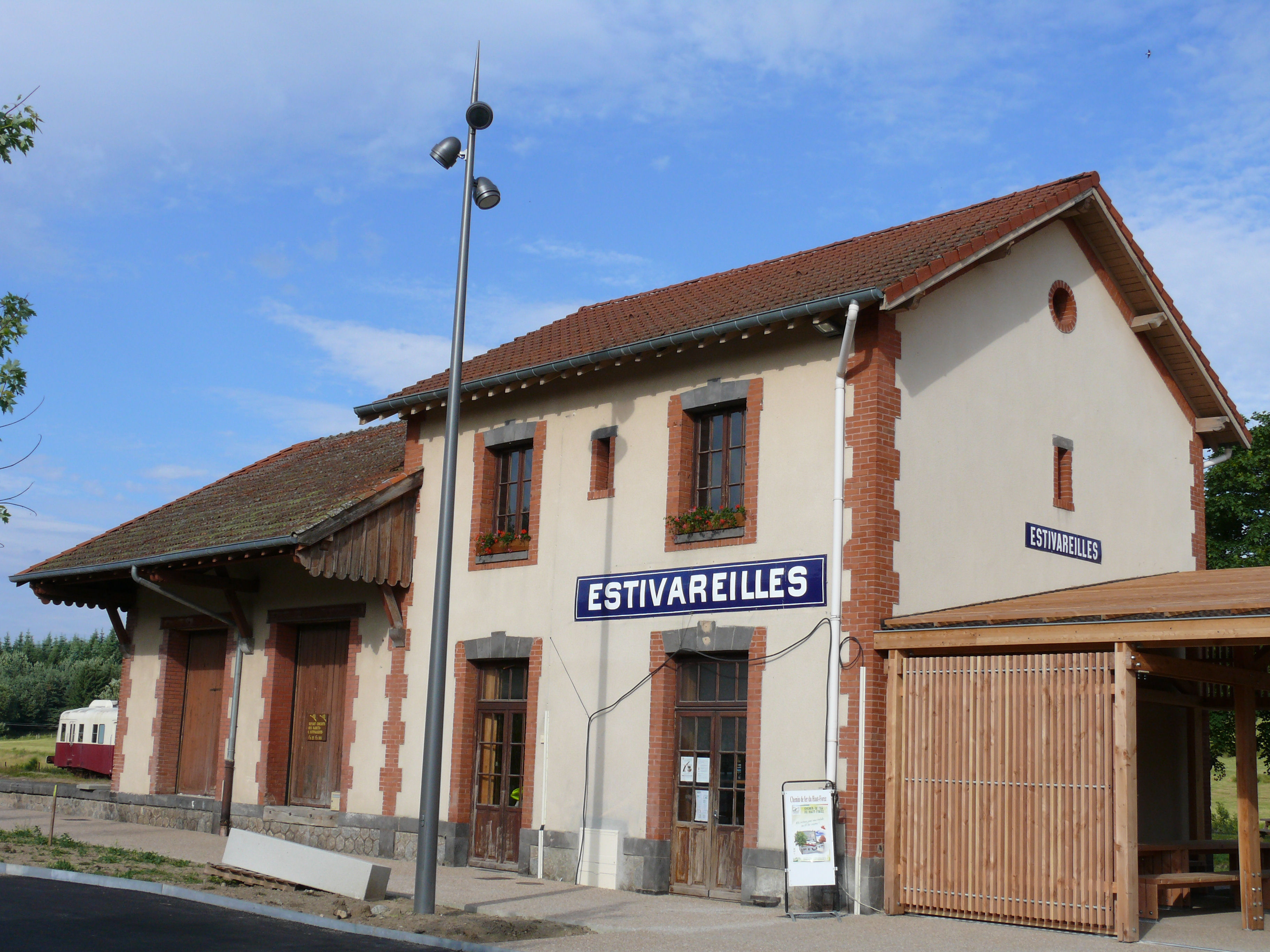
La gare.
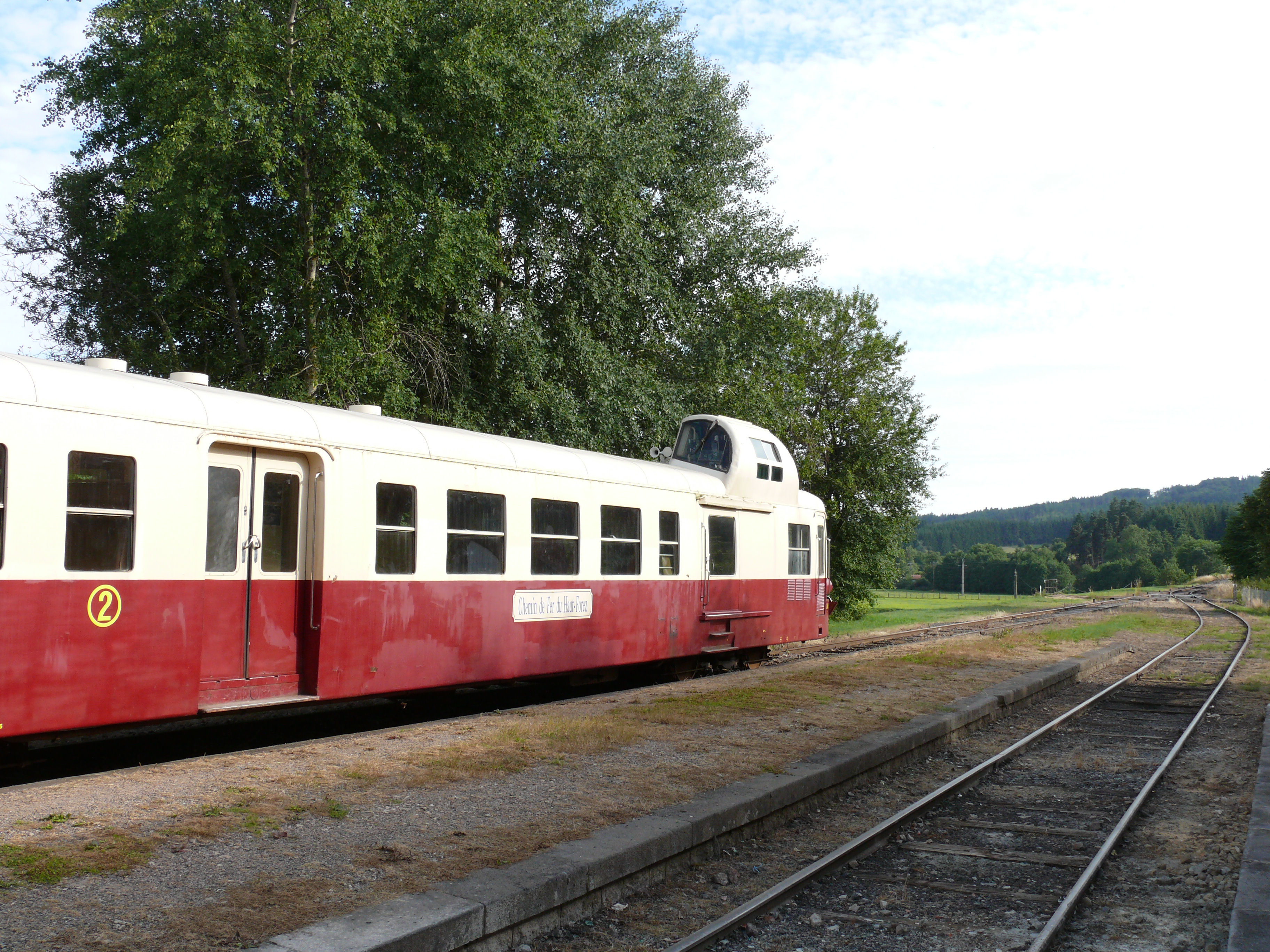
Train en attente de voyageurs.

### Personnalités liées à la commune
- Louis Maurin (1854-1925), sénateur de la Loire, mort à Estivareilles.
- Jean Rist (1900-1944), ingénieur, résistant, juste parmi les nations est mort lors de la bataille d'Estivareilles.
- Théo Vial-Massat (1919-2013), homme politique, résistant, commandant du Camp Wodli lors de la bataille d'Estivareilles.

### Héraldique
| Blason de Estivareilles | Blason  | De gueules au chef échiqueté d'azur et d'argent de deux tires. |
| Blason de Estivareilles | Détails | Le statut officiel du blason reste à déterminer.               |